# Discografia di Kim Hyun-ah
La discografia di Kim Hyun-ah consiste in 3 EP e 1 compilation. Il suo singolo di debutto è stato Change nel 2010. Sono state vendute circa 100,000 copie per ognuno dei suoi EP, la prima volta che ciò accade nell'industria discografica coreana.
Hyuna è anche nota perché oltre a svolgere attività da solista, è un membro della band 4Minute ed è la leader dei Trouble Maker.
In passato ha pubblicato un maxi singolo con la band Wonder Girls.

## EP
| Titolo         | Dettagli | Posizione massima | Posizione massima | Posizione massima | Vendite                         | Certificazioni |
| Titolo         | Dettagli | KOR               | JPN               | US                | Vendite                         | Certificazioni |
| -------------- | --- | ----------------- | ----------------- | ----------------- | ------------------------------- | -------------- |
| Bubble Pop!    | - Lingua: Coreano - Data di pubblicazione: 5 luglio 2011 - Etichetta: Cube Entertainment - Formati: CD, digital download            | 7                 | 7                 | 13                | - KOR: 200,000+                 |                |
| Melting        | - Lingua: Coreano - Release: 21 ottobre 2012 - Etichetta: Cube Entertainment, Universal Music Group - Formati: CD, digital download | 5                 | 5                 | 17                | - KOR: 183,267+ - JPN: 168,977+ | - RIAJ: Gold   |
| A Talk         | - Lingua: Coreano - Data di pubblicazione: 28 luglio 2014 - Etichetta: Cube Entertainment - Formati: CD, digital download           | 3                 | 3                 | 12                | - KOR: 3,457,321                |                |
| A+             | - Lingua: Coreano - Data di pubblicazione: 21 luglio 2015 - Etichetta: Cube Entertainment - Formati: CD, digital download           | 5                 | 12                | 2                 | - KOR: 3,457,321                |                |
| A'wesome       | - Lingua: Coreano - Data di pubblicazione: 1 agosto 2016 - Etichetta: Cube Entertainment - Formati: CD, digital download            | 2                 | 12                | 2                 | - KOR: 4,457,321                |                |
| Following      | - Lingua: Coreano - Data di pubblicazione: 29 agosto 2017 - Etichetta: Cube Entertainment - Formati: CD, digital download           | 9                 | 17                | 5                 | - KOR:                          |                |
| I'm Not Cool   | - Lingua: Coreano - Data di pubblicazione: 27 gennaio 2021 - Etichetta: P Nation - Formati: CD, digital download                    | 17                |                   |                   | - KOR:                          |                |
| 1+1=1 con Dawn | - Lingua: Coreano - Data di pubblicazione: 9 settembre 2021 - Etichetta: P Nation - Formati: CD, digital download                   | 13                |                   |                   | - KOR:                          |                |
| Nabillera      | - Lingua: Coreano - Data di pubblicazione: 20 luglio 2022 - Etichetta: P Nation - Formati: CD, digital download                     | 14                |                   |                   | - KOR:                          |                |
| Attitude       | - Lingua: Coreano - Data di pubblicazione: 2 maggio 2024 - Etichetta: At Area - Formati: CD, digital download                       |                   |                   |                   | - KOR:                          |                |

## Singoli

### Singoli coreani
| Anno | Titolo               | Posizione massima | Posizione massima | Posizione massima      | Album            |  |
| Anno | Titolo               | KOR Gaon          | KOR Billboard     | Stati Uniti (Us World) | Album            |  |
| ---- | -------------------- | ----------------- | ----------------- | ---------------------- | ---------------- |  |
| 2010 | Change               | 2                 | –                 | –                      | Digital Download |  |
| 2011 | A Bitter Day         | 10                | 9                 | –                      | Bubble Pop!      |  |
| 2011 | Bubble Pop           | 4                 | 9                 | 10                     | Bubble Pop!      |  |
| 2011 | Just Follow          | –                 | 27                | –                      | Bubble Pop!      |  |
| 2012 | Ice Cream            | 1                 | 10                | 5                      | Melting          |  |
| 2013 | My Color             | –                 | –                 | –                      | Digital Download |  |
| 2014 | BlackList            | 54                | 70                | –                      | A Talk           |  |
| 2014 | Red                  | 3                 | –                 | 5                      | A Talk           |  |
| 2015 | Cause i'm God Girl   | 13                | –                 | 3                      | A+               |  |
| 2015 | Run & Run            | 99                | –                 | –                      | A+               |  |
| 2016 | How's This           | 5                 | –                 | 8                      | A'wesome         |  |
| 2016 | Morning Glory        | 126               | –                 | –                      | A'wesome         |  |
| 2017 | Babe                 | 13                | 13                | 10                     | Following        |  |
| 2017 | Lip & Hip            | 16                | 36                | 5                      | Digital Download |  |
| 2019 | Flower Shower        | 54                | 31                | 6                      | I'm Not Cool     |  |
| 2021 | I'm Not Cool         | 9                 | 14                | 8                      | I'm Not Cool     |  |
| 2021 | Good Girl            | 83                | -                 | -                      | I'm Not Cool     |  |
| 2021 | Ping Pong (con Dawn) | 101               | 23                | 10                     | 1+1=1            |  |
| 2022 | Nabillera            | 147               |                   |                        | Nabillera        |  |
| 2024 | Q&A                  |                   |                   |                        | Attitude         |  |

## Singoli promozionali

### Singoli promozionali coreani
| Anno | Titolo              | Posizione massima | Posizione massima | Album        |
| Anno | Titolo              | KOR Gaon          | KOR Billboard     | Album        |
| ---- | ------------------- | ----------------- | ----------------- | ------------ |
| 2012 | Unripe Apple        | 70                | 60                | Melting      |
| 2012 | Don't Fall Apart    | 80                |                   | Melting      |
| 2017 | A Talk              | 90                |                   | A Talk       |
| 2015 | Ice Ice             | 99                | 99                | A+           |
| 2015 | Get Out of My House | 108               |                   | A+           |
| 2015 | Serene              | 97                |                   | A+           |
| 2016 | U&ME                | 99                | 99                | A'wesome     |
| 2016 | Freaky              | 118               |                   | A'wesome     |
| 2017 | Dart                | 89                |                   | Following    |
| 2021 | Party Feel Love     | 148               | –                 | I'm Not Cool |

## Canzoni entrate in classifica

### Brani
| Anno | Titolo          | Posizione massima | Posizione massima | Album       |
| Anno | Titolo          | KOR Gaon          | KOR Billboard     | Album       |
| ---- | --------------- | ----------------- | ----------------- | ----------- |
| 2011 | Attention       | 127               | -                 | Bubble Pop! |
| 2011 | Downtown        | 102               | -                 | Bubble Pop! |
| 2012 | To My Boyfriend | 52                | -                 | Melting     |
| 2012 | Very Hot        | 72                | -                 | Melting     |
| 2014 | French Kiss     | 32                | -                 | A Talk      |

## Collaborazioni
- 2009 – 2009 (con AJ)
- 2009 – Wasteful Tears (con Navi)
- 2009 – Oh Yeah (con MBLAQ)
- 2010 – Say You Love Me (con G.NA)
- 2011 – Golden Lady (con Lim Jeong-hee)
- 2011 – Let It Go (con Heo Young-saeng)
- 2012 – She Is My Girl (con S4)
- 2012 – Don't Hurt (con Eru)
- 2014 – OPPA (con Rain)

## Video Musicali
- 2010 – Change
- 2011 – A Bitter Day
- 2011 – Bubble Pop
- 2012 – Just Follow
- 2012 – Oppa Is Just My Style
- 2012 – Ice Cream
- 2013 – My Color
- 2014 – RED
- 2014 – Black List (dance version)
- 2015 – Roll Deep
- 2015 – Run & Run
- 2016 – How's This?
- 2016 – Morning Glory
- 2017 – Babe
- 2017 – Lip & Hip
- 2019 – Flower Shower
- 2021 – I'm Not Cool
- 2021 – Good Girl
- 2021 – Ping Pong
- 2022 – Nabillera
- 2023 – Attitude
- 2024 – Q&A

## Altri singoli fuori dagli album
- 2009 – Tomorrow (con 4Tomorrow (Seungyeon, Uee e Ga-in))
- 2010 – Love Parade (con Park Yunhwa)
- 2010 – Outlaw in the Wild (con Nassun)
- 2010 – Faddy Robot Foundation (con Jun-hyung, Outsider, Verbal Jint, Ssangchu, Vasco e Zico)
- 2012 – Oppa Is Just My Style (con Psy)
- 2012 – This Person (con Dazzling Red (Hyolyn, Hyoseong, Nana e Nicole))